# Baldeogarh
Baldeogarh är en ort i Indien.   Den ligger i distriktet Tīkamgarh och delstaten Madhya Pradesh, i den centrala delen av landet, 500 km söder om huvudstaden New Delhi. Baldeogarh ligger 341 meter över havet och antalet invånare är 8 282.
Terrängen runt Baldeogarh är platt. Runt Baldeogarh är det ganska tätbefolkat, med 222 invånare per kvadratkilometer. Närmaste större samhälle är Khargāpur, 10,7 km nordost om Baldeogarh. Trakten runt Baldeogarh består till största delen av jordbruksmark.